# Carol Grace
Carol Grace, aussi connue comme Carol Marcus Saroyan, ou encore Carol Matthau, née Carol Doree le 11 septembre 1924 et morte le 20 juillet 2003, à New York, est une actrice et auteure américaine.

## Biographie
Carol Grace est née dans le Lower East Side de New York. Elle a huit ans quand sa mère épouse le propriétaire de la compagnie Bendix Aviation (en), Charles Marcus.
Elle étudie à la Dalton School et à l'institut Brearley (en), où elle fait connaissance de Gloria Vanderbilt et Oona O'Neill. Dans les années 1940, toutes trois partent à Hollywood pour poursuivre une carrière d’actrice. 
En 1941, Carol Grace participe à une pièce de l'écrivain William Saroyan, qu’elle épousera à deux reprises, une première fois de 1943 à 1949 et à nouveau en 1951 ; ils divorcent six mois après leur deuxième union. Pendant ces périodes, Carol Marcus a deux enfants, le poète et auteur Aram Saroyan (en) (né en 1943) et l'actrice Lucy Saroyan (née en 1946). Plus tard, on apprendra que l'actrice souffrait de violence conjugale avec Saroyan.
En 1955, elle publie son premier ouvrage, The Secret in the Daisy, sous le nom de plume Carol Grace. Puis, en 1992, elle achève son autobiographie, Among the Porcupines.
En 1955, elle joue le rôle de Mary L. dans The Time of Your Life, de Sanford Meisner. La même année, elle participe à Broadway à Will Success Spoil Rock Hunter ?, spectacle à l’occasion duquel elle fait connaissance de l'acteur Walter Matthau avec lequel elle entame une relation. Elle continue à jouer au théâtre new-yorkais jusqu'en 1961.
En 1959, le couple se marie ; ils ont un fils, Charles, en 1962. Carol Grace et Walter Matthau restent ensemble jusqu'à la mort de l'acteur, en 2000,.
L'actrice est par ailleurs une amie de jeunesse du romancier Truman Capote et aurait inspiré le personnage de Holly Golightly du célèbre roman, Petit Déjeuner chez Tiffany.
Carol Grace est morte le 20 juillet 2003 des suites d'un anévrisme intracrânien.

## Théâtre
- 1942 : Loïs, dans Across the Board on Tomorrow Morning and Talking to You
- 1955 : Mary L., dans The Time of Your Life
- 1955 : La Secrétaire, dans Will Success Spoil Rock Hunter ?
- 1957 : Mollie Lovejoy et Loreena Lovejoy, dans The Square Root of Wonderful
- 1958 : Myra, dans The Cold Wind and the Warm
- 1961 : Vera, dans Once There Was a Russian

## Filmographie
- 1960 : Carol, dans Gangster Story
- 1961 : Alfred Hitchcock Presents: Cop for a Day
- 1976 : Nellie, dans Mikey and Nicky
- 1978 : The Barbara Walters Special

## Publications
- 1955 : The Secret in the Daisy
- 1992 : Among the Porcupines